# J&J (漫画)
『J&J 』（ジャック アンド ジュネ）は、八房龍之助による日本の漫画作品。メディアワークスの『月刊コミック電撃大王』にて連載されていた。八房の『宵闇眩燈草紙』とは内容がリンクしている。

## タイトルについて
最初の連載中はタイトルが存在せず、「未亡人の指紋」「幼女の夢」など、毎回タイトルが変わるという異例の扱いだった。そのため、単行本の1冊目は掲載されている作品から『仙木の果実』という書名で出版された。一時休載したが、再びシリーズの連載再開のさい、主人公である「ジャック」と「ジュヌヴィエーヴ（ジュネ）」の名前から「J&J」で連載される。「Jack&Junet」とも呼ばれるが、ジュヌヴィエーヴのつづりは「Geneviève」であり、愛称は「Junet」でなく「Genet」となるのが正しい。作者のミスだったらしいが、「J&J」の方が語呂がいいから、と言う理由であえて訂正はされていない。また、2冊目の単行本も収録された短篇から『塊根の花』という書名で出版されている。

## 登場人物
ジャック・セトフォード・カーライル
本作の主人公。作者いわく、第1作、「未亡人の指紋」の狂言回しとしてでっち上げられたキャラクター。
青年貴族にして魔法使い。もっとも、世間で「魔法使い」などという肩書きを名乗るわけにも行かず（確定申告の際、ジュヌヴィエーヴがこれについて悩むシーンがある）、医者、学者などの肩書きを名乗っている。もっとも、短篇を読む限り、職業的には心霊現象を解決することで金銭を得ている描写があるが、医療行為をしているのは「まだ人間じゃない」の1件のみ、しかも心霊がらみだった。年齢は「彼の人に降る雨」の時点で25歳。「誰も知らない」〜「話しちゃいけない」の期間に半年が経過していることから考えて、現在はもう少し年を取っている可能性がある。
魔法使いとしては一流の部類に入るらしい。ただ、体質的に虚弱であり、不意打ちで殴られたり、銃弾を撃ち込まれると簡単に気絶している。ためにラスキンから「体を鍛えろ」と注意を受けている。また、胸に鍵穴がついており、これはラスキンに掛けられたらしいのであるが詳細は不明。また、上着をはだけられたシーンで少なくとも右手が義手であることが発覚している。左手については画面の中に入っていないので現時点では不明。
裏設定として、フランス語の表記にうとく、「ジュヌヴィエーヴ」を「Jeneviève」と間違った張本人ということになっている。
ジュヌヴィエーヴ・コトフォード
本作の主人公。愛称は「ジュネ」。第1作、「未亡人の指紋」を執筆する際、「電撃大王の読者の九割九部九厘は男性だしなー」という理由で無理やり登場し、じょじょにキャラ付けがされていった。
肩書きとしてはジャックの友人兼助手。周囲からはジャックに「囲われている」とみなされてもいる。
ジャックに戦う力を与えられており、魔法の手袋を装備し、呪文を唱えることで背後に悪魔じみた外見の巨人（マジンガーZやグレンダイザーなどに似た形状のものが多く、呪文にもそのパロディが含まれる）を召喚して肉弾戦をする。作者によれば、「召喚というかハイパー化」とのこと。当初は自分のみでハイパー化することはできず、ジャックに呪文を唱えてもらっていたが、途中で呪文のアンチョコを貰い、ジャックにお伺いをたてなくとも戦闘が可能になった。戦闘能力自体は高く、単純な体力ならばジャックより上。ただし、催眠術などの精神に作用する魔法などに耐性が弱く、たびたびジャックに助けられている。また前述のように基本スペックは高いものの、戦いの定石に疎いことやまともな体術などを修得していない為、「素人くさい」と評される場面もある。
『宵闇眩燈草紙』にもゲストキャラとして登場。もっとも、日本語が喋れなかったため、京太郎らとは会話できていない。
アーノルド・ラスキン
魔法使い。スキンヘッドに片眼鏡をしており、日本刀を仕込んだステッキを持ち歩く紳士。ストラトフォードで開業医をやっている。ジャックいわく、「正義と情熱の人」。『宵闇眩燈草紙』の寄群編でも、人魚の子供らを救うためわざわざ日本まで出向いたり、放射能を垂れ流す核施設を放置して行こうとしたジャックに対し「あの施設と搾取される人間はどうするのだ?」と抗議したりしている。また人身売買などにも嫌悪感を示すなど、性格破綻者が多く、基本的に人命をなんとも思わない人物が多い中、異例にも常識人。過去、ジャックに「鍵」を掛けたという。
天候操作系の技術は不得手と述べている。また、ある種の切り札として4対8本の腕に大量の剣を装備する巨大な女神、クスィ・アンバーを召喚する。戦闘能力は高く、ジュネが苦戦していた戦車を一瞬で破壊している。その威力ゆえかジュネの召喚同様、全身を出さず腕や剣など部分的な召喚に留まることが多いが、強敵相手には全身を召喚する。なお、クスィ・アンバーのデータは身長18メートル、体重は20トン。
ソフィア
魔女。呼称が数多く見られるが、「ソフィア」はジュネに自己紹介したときの名前。ジャックからは「ワルプルギスのご老体」、クリストフ・ガラ・ジルナガンからは「イリシャ」と呼ばれている。詳細は、『宵闇眩燈草紙』の麻倉美津里の項目を参照。

## 単行本
- 仙木の果実 1998年初版 ISBN 978-4-8402-0889-5
  - 未亡人の指紋/幼女の夢/密室の悪魔/祈りの街/仙木の果実/鍵屋の憂鬱/とびうお/がくぶちのなか/睦びよびきもの共/彼女に降る雨/彼の人に降る雨/魔法使いの弟子
- 塊根の花 2003年初版 ISBN 978-4-8402-2347-8
  - まだ人間じゃない/妻弾き/二つ穴の底/兎と月餅/誰も知らない/知られちゃいけない/何も言えない/話しちゃいけない/塊根の花/水仕女